# Разтапяй ме нежно
„Разтапяй ме нежно“ (на корейски: 날 녹여주오; на английски: Melting Me Softly) е южнокорейски сериал, който се излъчва от 28 септември до 17 ноември 2019 г. по tvN.

## Сюжет
Ма Донг-чан е продуцент на популярно шоу. Той и участниците в шоуто, сред които е и Го Ми-ран, приемат да участват в проект за 24-часово замразяване, наречен "Frozen Human".
Но нещата се объркват и вместо след 24 часа, те се събуждат 20 години по-късно. За да преживеят страничните ефекти от своя криогенен сън, те трябва да поддържат нормален пулс и средна телесна температура от 31,5° по Целзий.
Външният вид на Ма Донг-чан е същият, но родителите му, по-малкият му брат, приятелите и колегите му от работата са вече възрастни. Освен това той разбира, че На Ха-йонг, неговата първа любов, с която са планирали да се оженят, се е превърнала в безмилостна материалистка, която се интересува само от успеха.
Постепенно Ма Донг-чан и Го Ми-ран развиват романтична връзка.
Ученият зад експеримента е единственият, който държи ключа за оцеляването им, но той е загубил паметта си след инцидент. Състезавайки се с времето, историята се фокусира върху стремежа на двама души да се върнат към нормалното и да наваксат изгубеното време от живота си.

## Актьори
- Чи Чанг-ук – Ма Донг-чан
- Уон Джин-а – Го Ми-ран
- Юн Се-а – На Ха-йонг
- Юн Сок-хуа – Ким Уон-джо, майката на Донг-чан
- Ким Уон-хе – Ма Гил-гу, бащата на Донг-чан
- Канг Ки-дунг – Ма Донг-шик, по-малкият брат на Донг-чан
- Хан Да-сол – Ма Донг-джу, по-малката сестра на донг-ча
- И До-гьом – Пек Йонг-так
- И Чу-йонг – И Хе-джин
- О А-рин – Ма Со-юн